# 長岡村 (愛知県)
長岡村（ながおかむら）は、愛知県中島郡にかつてあった村。中島郡祖父江町に編入後、現在は稲沢市南西部に該当する。
村名は、かつて存在した荘園「長岡庄」に由来する。
明治時代の木曽三川分流工事以前は木曽川、佐屋川、間ノ川で囲まれた輪中の島であった。また、村域の一部は、この分流工事による県境の変更により、岐阜県から編入された地域もある。

## 歴史
- 1906年（明治39年）5月10日 - 神明津村、四貫村、西鵜之本村、拾町野村、馬飼村が合併し発足。
- 1956年（昭和31年）9月30日 - 祖父江町に編入。同日長岡村廃止。

## 学校
- 長岡村立長岡小学校（現・稲沢市立長岡小学校）
- 長岡村立長岡中学校（1957年に統合。現・稲沢市立祖父江中学校）

## 神社・仏閣
- 西覚寺